# Історія Бучача (хронологія)
Хронологія історії Бучача за відомими джерелами.
Написати детальнішу хронологію є досить проблематично через відсутність значної кількості письмових першоджерел та книг, написаних після їх опрацювання (як княжої доби, так і часів окупації, часів ЗУНР) через їх вивезення за кордон (Польща, Росія), знищення під час пожеж у місті (наприклад, 1498, 1655, 1667, 1811, 1865, 1914 років), російськими та московсько-більшовицькими окупантами.
- XI ст. — даньослов'янське поселення
- 1260 — перша писемна згадка про Гаврила[1] Бучацького, що дозволяє стверджувати про існування Бучача
- 1332 — шлюб Ганки (Анни) Бучацької за Петром Гастовтом[2]
- 28 липня 1373[3] / 1379[4] — фундуш (заснування) для римо-католицької парохії у Бучачі
- 1392 — грамота Міхала Адванця на село Кійданів
- бл. 1393[5] — надання Магдебурзького права королем Ягайлом
- XIV ст. — з цього часу походять відомості про вірменів у місті[6]
- 1401 — збільшення дотації римо-католицької парохії Міхалом і Теодориком Бучацькими
- 1427 — місто переведене на польське право
- 1434 — входження до складу Теребовлянського повіту Руського воєводства
- 1448, серпень — в таборі біля міста король Казимир Ягелончик надав привілей братам Дмитру та Яцькові з Дідушичів на нову осаду Сатова над річкою Крехів[7]
- 1498 — руйнування міста молдавським господарем Штефаном III і турками
- 1508 — до міста тимчасово перенесено гродський (міський) суд з Теребовлі через її значне руйнування татарами
- 1515 — повторне надання Магдебурзького права
- 1520 (прибл.) — Ян Творовський гербу Пилява — новий власник міста
- 1547 — смерть Яна Творовського-Бучацького
- 1558 — запроваджено щовівторкові торги
- середина XVI ст. — дідич-кальвініст Миколай Бучацький-Творовський передав фарний костел своїм одновірцям
- 1578 — згадка про перебування у складі Галицької землі Руського воєводства[8]
- 1580 — завершення будівництва кам'яного замку-фортеці
- кінець XVI ст. — місто переходить до Станіслава Ґольського як віно дружини
- бл. 1610 — зведення кам'яної церкви Св. Миколая
- 1612 — перебудова василіянського монастиря та церкви Св. Трійці
- 1612 — смерть дідича С. Ґольського, місто відійшло його брату Яну
- 1613 — смерть дідича Я. Ґольського, місто відійшло його вдові Зофії
- 1614, початок — швидке здобуття замку через підкуп залоги людьми Івана Юрія Радзивілла, який виробив собі право інтромісії на Бучач, при допомозі Станіслава Влодека
- 1616 — Станіслав Лянцкоронський, подільський воєвода, каштелян галицький; був дідичем сіл Швайківці, Шманьківчики та інших, купив Бучач і Підгайці з прилеглостями.[9]
- близько 1618 — після тривалих судових процесів та феодальних воєн місто перейшло у власність до польного коронного писаря Стефана Потоцького
- 1622 — почався конфлікт між пробощами Бучача та дідичами з іншими сторонами конфлікту через відбирання останніми «ґрунтів», несплату коштів на утримання вікарія.[10]
- 1648 — місто здобули війська Богдана Хмельницького
- 1648 — замок не був здобутий українськими повстанцями
- 1648–1649 — шляхтянка Марґарита Злочовська переховувала в Бучачі худобу й близько 170 коней, яких їй не повернули міщани
- 1650 — позов М. Злочовської на бучацьких міщан[11]
- 1652 — Ян Потоцький віддав у довічне користування домініканцям монастир та церкву Св. Трійці
- 1655 — татарський набіг: фортеця вистояла, місто спалене
- перед[12] 1664 — дідич Ян Потоцький заснував у місті греко-католицьку парафію.[13]
- 1667 — татарський набіг: замок вистояв, місто зруйноване
- 1672 — таборування Мехмеда IV біля міста
- 17/18 жовтня 1672 — підписання Бучацького миру
- 1672 — замок на деякий час став резиденцією султана Мехмеда IV
- 1672 — місто, за Бучацьким договором, поділене на західну (польську) та східну (турецьку) частини[джерело?]
- 1673 — перебування в місті частин польських військ перед битвою під Хотином
- 1675 — напад турецького війська під проводом Ібраґіма Шишмана: замок вистояв, місто зруйноване
- 1675/1676 — смерть дідича Яна Потоцького
- 1676 — напад турків (керівник — Ібраґім Шайтан): замок і місто зруйновані
- 1676 — часткова відбудова замку
- 1683 (1687[14]) — перебування Яна III Собеського
- 1684 — посли Галицької землі запропонували сеймові задовольнити прохання щодо звільнення від сплати податків маєтності Бучач і Золотий Потік принаймні на 6 років, оскільки вони зазнали руйнувань від ворога та кілька разів через них переходило коронне військо.[15]
- 1709 — збудовано дерев'яну церкву (мала вигляд «шопи», три бані)
- 1712 — заснування монастиря василіянів
- 1713 — збудовано дерев'яну церкву (мала вигляд «шопи», одну баню)
- 1714 — передача костела Чесного Хреста в користування василіянам
- 1714 — початок діяльності Бучацької василіянської теологічної школи
- 1715 — ксьондз Александер Млодкевіч заснував при костелі «Братство шкапліра Матері Божої»
- 1717, 9 квітня — львівський латинський архієпископ Ян Скарбек після наради з капітулою видав звернення, яке було виголошене з амвонів катедри, щодо прав власности на костел св. Хреста
- 1727 — смерть власника міста Стефана Александера Потоцького
- 1727—1733 — вдова С. А. Потоцького Йоанна з Сенявських — власниця міста
- 1733 — Микола Василь Потоцький — новий власник міста
- 1750 — встановлення скульптури св. Яна Непомука біля Язловецької брами
- 1751 — встановлення статуї Матері Божої (біля теперішнього дитсадка «Сонечко»)
- 1751 — зведення міської ратуші
- 1751, 12 травня — урочисто закладено наріжний камінь будівлі монастиря василіян
- 1753 — початок будівництва церкви Чесного Хреста[джерело?]
- 1754 — початок діяльності василіянської гімназії (за привілеєм короля Сигізмунда Августа)
- бл. 1755 або 1764 — зведення церкви Покрови Божої Матері
- 1755, 1 лютого — М. В. Потоцький презентував пароха церкви Св. Михайла в Язловці о. Івана Зджанського[16]
- 1757–1758 — зведено 2-поверхове приміщення гімназії при монастиреві
- 1761 — початок розбирання фарного костелу
- 1763, 14 серпня — освячення костелу Внебовзяття Пресвятої Діви Марії
- 1770 — завершення будівництва церкви Чесного Хреста
- 1771 — завершення будівництва монастиря
- 1772 — входження у склад Монархії Габсбургів (частини Священної Римської імперії)
- 1779 — за заповітом М. В. Потоцького, дідичем міста стає Ян Потоцький (син львівського каштеляна Юзефа Потоцького)[17]
- 1782, 13 квітня — смерть М. В. Потоцького поблизу Почаєва[17]
- XVIII ст. — у місті вірмени-ткачі виготовляли шовкові золототканні пояси[6]
- 1804 — у складі Австрійської імперії
- 1855, 2 травня — о 3-й годині по обіді була потужна злива, стрімка вода потоку з Нагірянки зруйнувала млини, місток між старим та новим містом (збереглися залишки, які видно з вул. Підгаєцької трошки вище церкви святого Миколая), будинки, крамниці.
- 1856 — почала діяти чоловіча Бучацька учительська семінарія[18]
- 1867 — у складі Австро-Угорщини.
- 1875 — розроблено проект створення трьох повітових судів з центрами в Бучачі, Золотому Потоці та Монастириськах[19]
- 1884, 1 листопада — прибув перший потяг
- 1899, 10 січня — урочисте відкриття Бучацької державної гімназії за участи намісника Леона Пінінського
- 1904 — засновано філію українського товариства «Сокіл» (керіник — С. Сіяк)[20]
- 1904 — відкрили жіночу вчительську семінарію (пізніше отримала право публічності)[21]
- 1904—1905 — збудовано: 3-поверховий будинок 7-класової жіночої школи (тепер приміщення Бучацької ЗОШ № 1) та 7-класову хлоп'ячу школу з 4-класовою школою для дівчат (так звана Школа «на Бараках», не збереглась, знищена після бомбардування червоними військами у 1944 р. через те, що в ній розташовувався госпіталь; зараз на її місці галявина, збереглись підпірні стіни площі, розташована між насипом залізниці та будівлею сучасного районного військового комісаріату).[22]
- 1905, 3 вересня — розпочалася промислова виставка за присутності намісника та маршалка крайового сейму[23]
- 1905, 8 вересня — на цей день перенесли віче Товариств промислової допомоги, заплановане на 7 вересня[24]
- 1905, 31 жовтня — на цей призначили вибори посла до Райхсрату від V курії в окрузі Станиславів — Бучач — Тлумач — Рогатин — Підгайці замість вибулого посла Яна Валевського[25]
- 1909, 8 серпня — на основі повноважень, наданих міністром внутрішніх справ, радник двору та керівник староства у Станиславові Юліуш Прокопчиць як делегат намісника Міхала Бобжинського отримав доручення щодо інспектування староств східної частини Королівства Галичини і Володимирії, зокрема, й Бучацького[26]
- 1913 — діяла друкарня Мюллера[27]
- 1915 — Софія Ілевич заснувала приватну музичну школу.
- 1916, лютий — залізничну станцію та місто бомбардували під час нічних нальотів московські-російські нападники, одного разу використавши при цьому заряди із задушливими газами.
- 1918, 2 листопада[28] — через більше ніж п'ять століть — у складі Української держави (з 13 листопада — ЗУНР)[29]
- 1918, перша декада листопада — Боцюрків Іларіон обраний повітовим комісаром Бучаччини на засіданні Повітової ради[29]
- 1919, 25 травня — Державний секретаріат змушено покинув Станіславів та переїхав до Бучача[30]
- 1919, 27 травня — до міста вперше перебралась НКГА[31]
- 1919, 2 червня — державна нарада ЗУНР у приміщенні Бучацького монастиря
- 1919, 4 липня — місто захопили польські війська[32]
- 1921 — відновила діяльність повітова філія українського товариства «Сільський господар»
- 1922 — відновив діяльність «кружок У. П. Т.»[33]
- 1923 — утворено Українське Міщанське Братство (УМБ)
- 1924 — завершено спорудження будівлі Українського Міщанського Братства
- 1920–1930-і — існування клубу копаного м'яча[34] «Буревій»
- 1 січня 1925 — розпочав торгову діяльність магазин Бучацького Повітового Союзу Кооператив (ПСК), який розташовувався у приміщенні банку «Праця» на 1-му поверсі, канцелярія — на 2-му.[35]
- 1929 — освятили новий будинок, де була, крім господарських приміщень, дирекція ПСК[36]
- 1935, 8 вересня — призначено вибори до Сейму[37]
- 1937 — створена молодіжна ланка ОУН[38]
- 1939, 27 вересня — арешт д-ра Гриніва Михайла на святого Чесного Хреста, перший арешт відомого діяча у місті
- 1940, 13 вересня — з Бучача вивезли 46 родин (128 осіб)
- 1941, 22 червня — вранці аеродром поблизу Бучача атакували пікірувальні бомбардувальники Ju-88 підрозділу Люфтваффе KG 51 «Едельвейс»[39]
- 1944, 25 березня — нацисти покинули місто[40]
- 1944, 6 квітня[41] — нацисти повернули контроль над містом[40]
- 1947 — проживало 3288 осіб[42]; організовано автошколу
- 1948, 1 вересня — почала діяти музична школа в приміщенні ратуші
- 1950 — організовано школу механізації сільського господарства (тепер ПТУ № 26)
- 1951–1980 — діяла обласна школа майстрів сільського господарства
- 1953-1956 — діяла школа медичних сестер
- 1955-1958 — на західній околиці міста побудовано цукровий завод, біля нього — селище цукровиків і середню школу
- 1958 — почалися регулярні рейси автобусів до Львова, Тернополя і Чорткова, а також міське сполучення
- 1960 — відкрито дитячу художню школу
- 1963 — відкрито дитячу музичну школу
- 1965, січень — відкрито дитячу спортивну школу
- 1965, 30 квітня — приєднане до міста село Нагірянка
- 1965 — початок реконструкції міського стадіону (тодішня назва «Колгоспник», пізніше «Колос»)
- 1966 — у місті спорудили консервний завод
- 1969 — запрацював лісозавод
- 1969–1970 — спиртозавод реконструйований на спирто-дріжджовий комбінат
- 1969 — проходили матчі фінального етапу всесоюзних змагань серед сільських футбольних колективів за Кубок «Золотий колос»; переміг колектив радгоспу «Дружба» (тоді с. Дружба, тепер Трибухівці)
- 1971 — почав працювати комбікормовий завод
- 1989, 9 травня — урочисто відкрили новий стадіон «Колос»
- 1990, травень — місто відвідала Міна Рознер
- 24 серпня 1991 — після відновлення незалежності — у складі України
- початок жовтня 2014 — в рамках міжнародного проекту «Література і місто» в Бучачі перебувала делегація науковців-дослідників: професор Віденського університету Алоїз Волдан, професор (спеціалізується на архітектурі) Бо Ларсон (Швеція), магістр Стефан Кубін (Австрія), яких супроводжував Микола Бевз.[43]
- 2001 — зруйновано будівлю єврейської талмудичної школи (наприкінці рад. періоду — цех закладів гром. харчування)[44]
- 2002, 28—29 березня — відбувся Собор Бучацької єпархії УГКЦ під назвою «Ісус Христос — відродження українського народу».
- 2003 — завдяки монастирю оо. Василіян відновила роботу ГЕС (називають Топольківською).
- 2014, 10 жовтня — місто відвідав другий Президент України Леонід Кучма.[45]
- 2014, 15—16 листопада — відбувся Молодіжний форум Бучача за участі гостей, зокрема, зі Львова, Бережан, Чорткова.[46]
- 2015 — замінено пішохідний місток (раніше — гімназійний міст[47])
- 2015, літо — переклалено покриття тротуарів непарної сторони вул. Галицької, реконструйовано обидві зупинки громадського автотранспорту в центрі[48]
- 2015, 26 липня — святкування Дня міста (гості — Іван Попович, Павло Дворський, Ростислав Кушина, Віталіна[49][50]), значні кошти надав П. Гадз.[51]
- 2015, 20 вересня — заклали перший камінь під будівництво нового храму на честь Святих і праведних Богоотців Іоакима та Анни (УПЦКП).[52]
- 2015, 20 листопада — місто відвідав Надзвичайний і Повноважний Посол Канади в Україні Роман Ващук, внук Миколи Хархаліса
- 2015, 23 листопада — масове ДТП вчинив у центрі міста водій автобусу полтавської реєстрації.[53][54]
- 2015, кінець 2015 року — не діють очисні споруди.[55]
- кінець 2015 — діють 8 вебкамер[56]
- 2016, 25 лютого — сталось ДТП біля монастиря оо. Василіян за участи учнів ПТУ (на скутері) та місцевого підприємця
- 2016, кінець лютого — появились контейнери для пластику
- 2016, 3—5 червня — вперше відбулись «Дні Пінзеля в Бучачі»[57]
- 2016, 22 червня — страйк бучацьких газовиків через невиплату зарплати
- 2016, 26 червня — відкрито погруддя Аґнона
- 2016, 31 липня — День міста.[51]
- 2017, травень  — місто відвідали учасники «Всеукраїнської прощі родин Героїв Небесної Сотні»[58]